# Phytodrymadusa znojkoi
Phytodrymadusa znojkoi är en insektsart som först beskrevs av Miram 1938.  Phytodrymadusa znojkoi ingår i släktet Phytodrymadusa och familjen vårtbitare. Inga underarter finns listade i Catalogue of Life.